# 戴昂
戴昂（1411年—？），字時舉，順天府懷柔縣人，民籍。明朝政治人物。進士出身。

## 生平
順天府鄉試第二十名。正統十三年（1448年）戊辰科會試第九名，殿試登進士第三甲第三十七名。

## 家族
曾祖戴亨。祖父戴成。父亲戴儼，曾任河南府學教授致仕。